# Britannia (Schiff, 1969)
Die Britannia war ein 1968/69 gebautes Kabinenfahrgastschiff der Breeze River Cruises GmbH in Basel, das im Time-Charter von dem Stuttgarter Flussreise-Veranstalter Nicko Tours auf Waal und Rhein zwischen Antwerpen und Köln eingesetzt wurde. Das Schiff war vorher für die Köln-Düsseldorfer und für Viking River Cruises auf der Fahrtroute von Amsterdam nach Basel im Einsatz. Sie war das baugleiche Schwesterschiff der Alemannia, die sich im Besitz derselben Reederei befindet.

## Geschichte

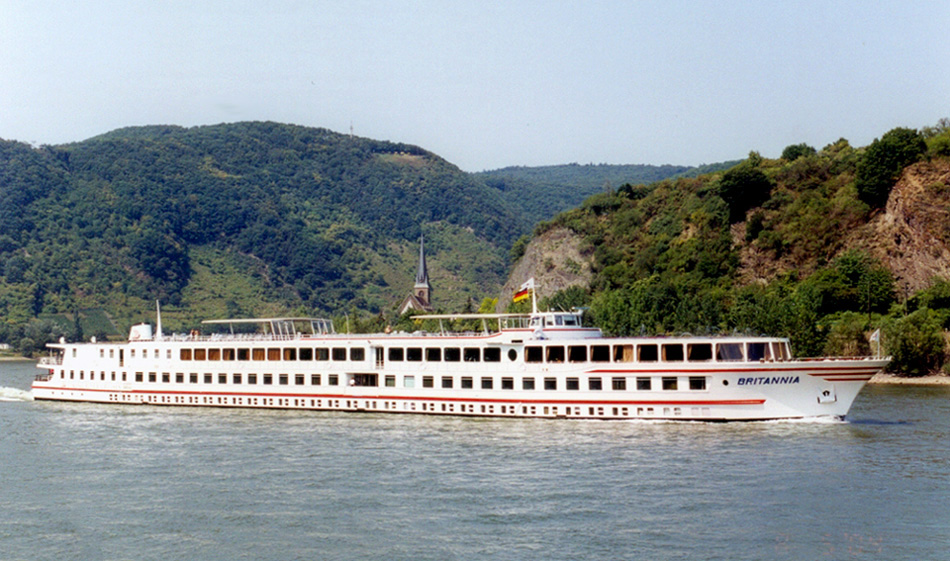
Die Britannia 2004 bei Filsen

Das Kabinenschiff wurde in den Jahren 1968 und 1969 von der Schiffswerft Christof Ruthof in Mainz-Kastel unter der Baunummer 1476 für die Köln-Düsseldorfer gebaut. Die Kiellegung erfolgte im Januar 1968, der Stapellauf am 22. März des Folgejahres. Die Baukosten betrugen 11 Mio. DM. Die festliche Taufe auf den Namen Britannia vollzog am 14. Mai 1969 Sophie Brown, die Ehefrau des ehemaligen britischen Außenministers George Brown, in Bonn. Ab dem 17. Mai 1969 setzte die Reederei das Schiff im Plandienst zwischen Rotterdam und Basel ein.
Bei Werftablieferung verfügte das Schiff über 108 Doppelkabinen, in die teilweise ein drittes aufklappbares Wandbett integriert war, sodass 236 Fahrgäste aufgenommen werden konnten. Für den Antrieb waren zunächst vier gebrauchte modifizierte Deutz-Motoren mit einer Leistung von je 378 kW, die aus der damaligen Deutschland (später Wappen von Mainz) stammten, verwendet worden. Diese mussten aber bereits im Januar 1971 gegen vier andere gleich starke Motoren ausgetauscht werden, da sie Risse in den Motorrahmen aufwiesen. Von November 1990 bis März 1991 erhielt das Schiff eine Generalsanierung bei der De Biesbosch-Werft in Dordrecht. Dabei wurden ein vorher vorhandener Grillraum und eine Veranda entfernt, sodass der Speisesaal vergrößert werden konnte. Zusätzlich erhielt das Schiff eine neue Bar und die Kabinenzahl wurde durch Umbauten zu Personalunterkünften auf 92 reduziert.
Am 22. Dezember 1995 übernahm die West KD Schiffs-Invest AG, ein Tochterunternehmen der West LB, das Schiff zusammen mit den Flusskreuzfahrtschiffen Deutschland, Austria und Italia. Der Kaufpreis für die vier Schiffe betrug insgesamt 30 Mio. DM. Die West KD vermietete die Schiffe ab dem 1. Januar 1996 an die neugegründete KD Deutsche Flusskreuzfahrten GmbH. Am 1. Januar 1997 wurde der Besitz der Britannia an die Schweizer Unternehmenstochter KD Triton AG übertragen, die das Schiff mit eigenem Personal bewirtschaftete. Die Britannia wurde in Basel registriert und erhielt die neue Europa-Nummer 7001701. Als die Premicon AG am 9. März 2000 Hauptaktionär der Köln-Düsseldorfer wurde, übernahm Viking River Cruises das Flusskreuzfahrtgeschäft der Gesellschaft inklusive aller dort eingesetzten Schiffe. Der neue Eigner setzte sie bis zur Sommersaison 2007 auf ihrer Stammstrecke ein. 2008 wurde die Britannia an die Schweizer Breeze River Cruises GmbH verkauft. Diese vercharterte das Schiff an den Flussreiseveranstalter Nicko Tours aus Stuttgart, der sie für Flusskreuzfahrten auf Rhein und Waal und deren Nebenflüssen zwischen Antwerpen und Köln einsetzte.
Am 21. Juni 2014 schlug die Britannia auf der IJssel bei Zutphen aus unbekannter Ursache im Heckbereich leck. Alle 154 Passagiere und 40 Besatzungsmitglieder konnten evakuiert werden. Sie wurde anschließend mit starker Schlagseite an der dortigen Kaimauer festgemacht. Durch das Abpumpen des eindringenden Wassers wurde versucht ein Sinken des Schiffs zu verhindern. Nachdem der Schaden auf der Den Breejen Shipyard in Hardinxveld-Giessendam begutachtet wurde, entschied sich Reederei das Schiff stillzulegen. Die Touren des Schiffs übernahm 2014 der TwinCruiser Vienna I, auf den für 2015 vorgesehenen Routen wurde das Schwesterschiff Alemannia eingesetzt, die eigentlich in dem Jahr ausgemustert werden sollte. Im Juni 2015 wurde die Britannia zur Verschrottung nach Kampen (Niederlande) geschleppt.

### Zwischenfälle
- Am 18. September 1973 lief die Britannia in der Nähe des Grosskraftwerks Mannheim auf das am Tage zuvor gesunkene Bauboot Nixe auf. Dabei wurde der Steuerbord-Antrieb beschädigt. Der Schaden wurde kurze Zeit später im Mülheimer Hafen repariert.
- Am 20. Juli 1977 brach im Maschinenraum des rheinaufwärts fahrenden Schiffes in der Höhe von Köln-Porz ein Feuer aus. Dabei wurde der vordere Steuerbord-Motor so stark beschädigt, dass er ausgebaut und bei den Deutz-Motorenwerken instand gesetzt werden musste. Brandursache war vermutlich ein geplatzter Hydraulikschlauch.
- Am 23. September 1979 stieß die Britannia bei Rheinberg in dichtem Nebel mit Frachtschiff Helmut zusammen. Dabei wurden die Bordwand und vier Kabinen stark beschädigt. Nach einer Notreparatur konnte das Schiff wieder eingesetzt werden. Die restlichen Havarieschäden wurden bei einem Werftaufenthalt im Dezember 79 beseitigt.
- Am 9. August 1999 fiel bei Wiesbaden-Biebrich die Steuerungseinheit komplett aus. Da sich das Schiff im Kreis drehte, wurden beide Anker geworfen. Dabei riss eine der Ankerketten und das Schiff lief mit dem Heck auf die Uferböschung auf. Beim vorderen Steuerbord liegenden Ruderpropeller brachen zwei Flügel ab, die anderen wurden verbogen. Nach Ausschiffen der Fahrgäste in Rüdesheim wurde das Schiff von zwei Schleppern zur Reparatur in die Kölner Schiffswerft gezogen.
- Am 8. April 2000 benutzte der Kapitän bei einer Mosel-Charterfahrt bei Piesport an Strom-Kilometer 146,93 die falsche Durchfahrt der Reinsporter Brücke. Das Schiff blieb mit dem abgesenkten Steuerhaus am Brückenbogen hängen. Durch Öffnen der Staustufe in Wintrich und der damit erreichten Absenkung des Wasserspiegels, kam das Schiff nach einigen Stunden frei. Die Kölner Werft beseitigte die starken Beschädigungen am Steuerhaus in einer einwöchigen Reparatur. Die Straßenbrücke musste nach dem Unfall für den Verkehr gesperrt werden.[3]
- Am 14. Mai 2007 fiel beim Anlegevorgang im Basler Rheinhafen St. Johann die Steuerelektronik der Britannia aus. Nicht mehr manövrierfähig kollidierte das Schiff mit einem Pfeiler der Dreirosenbrücke. Beim Aufprall wurden vier Fahrgäste leicht verletzt, beim Schiff wurden einige Dachaufbauten abgerissen. Ein Frachtschiff zog den Havaristen an das gegenüberliegende Ufer.[5]

### Trivia
Die Britannia war in der 1978 erstausgestrahlten Fernsehserie MS Franziska mehrfacher Drehort, denn Klaus Knuth verkörperte in einer der Hauptrollen ihren Kapitän Ernst Wilde.

## Ausstattung

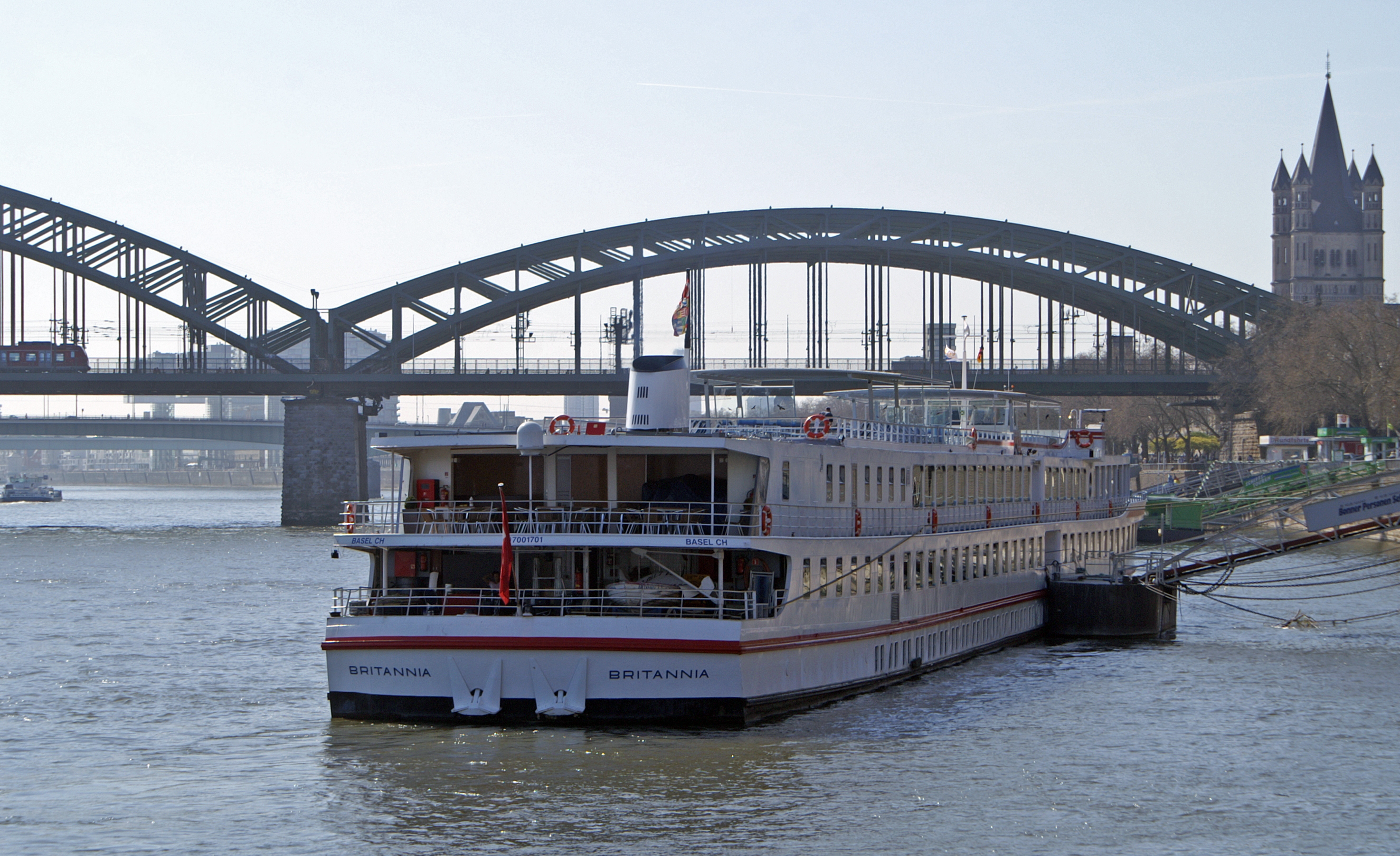
Heckansicht

Die Britannia war ein Vierdeck-Kabinenschiff der gehobenen Mittelklasse. Im Hauptdeck befanden sich mittig zwischen den Mannschafts- und Versorgungsräumen 41 Zweibett-Kabinen, von denen zwei optional mit einem dritten Bett ausgestattet werden konnten. Im Oberdeck lagen 51 Zweibett-Kabinen, von denen die zwei größten als Deluxe-Kabinen bezeichnet wurden. Die Standardkabinen waren jeweils 12 m² groß und waren mit zwei getrennten Betten, Dusche/WC, Telefon und Sat-TV ausgestattet. Die beiden 24 m² großen Deluxe-Kabinen beinhalteten jeweils ein Doppelbett und zusätzlich eine Sitzecke und eine Minibar. Im vorderen Panoramadeck lag der Panoramasalon. Der mit einer Bar ausgestattete Salon war im Bugbereich rundum verglast. Im mittleren Schiffsteil schlossen das Restaurant und die Küche an. Das dreiseitig offene mit Tischgruppen ausgestattete Achterdeck wurde gastronomisch betreut. Zentraler Mittelpunkt des Sonnendecks war der Swimming-Pool, an den sich beidseitig zwei überdachbare Ruhebereiche anschlossen. Innerhalb der achtern liegenden freien Ruhefläche wurde zur Freizeitgestaltung ein Schachfeld angelegt. Das Promenadendeck war über einen nachträglich eingebauten Treppenlift für Rollstuhlfahrer von der Eingangshalle im Oberdeck aus zu erreichen.

## Technik
Die Britannia wurde über vier 12-Zylinder-Dieselmotoren vom Typ Deutz FM716 à 378 kW über zwei Voith-Schneider-Antriebe, Typ E/115, Größe 24 angetrieben. Das ebenfalls von Voith-Schneider produzierte Bugstrahlruder vom Typ E/75, Größe 12 verfügte über einen 190 kW elektrischen Antrieb. Das Schiff war 110 m lang, 11,60 m breit und 9,20 m hoch. Der Tiefgang war mit maximal 1,45 m angegeben. Durch Versenken von Steuerhaus und Kamin, sowie Umlegen von Geländern und Sonnensegel konnte die Höhe für Fahrten auf Gewässern mit niedrigen Brückendurchfahrten, wie Mosel und Main-Donau-Kanal, auf etwa 7,00 m verringert werden.